# Lidija Kovačević
Lidija Kovačević (serbokroatisch-kyrillisch Лидија Ковачевић; * 9. September 1963 in Peć), verheiratete Ručnov (Ручнов), ist eine ehemalige jugoslawische Kinderschauspielerin.
1975 erhielt sie landesweit einen Preis als beste Rezitatorin und war seitdem ständiges Mitglied des Kinderprogramms von Radio Belgrad.
1979 spielte sie nach einem landesweiten Casting die Hauptrolle in der von Fritz Umgelter verfilmten Fernsehserie Die Rote Zora und ihre Bande.
Nach dem Abschluss der Dreharbeiten ging sie auf das Gymnasium. Danach absolvierte sie ihr Studium und war später Gymnasiallehrerin.
2002 gründete sie ein Sportgymnasium im Belgrader Vorort Železnik; 2005 wechselte sie als Direktorin auf ein privates Gymnasium in der serbischen Hauptstadt.
Über die Dreharbeiten der roten Zora sagte sie: „Es war das schönste Erlebnis meiner Kindheit.“ Sie konnte sich rückblickend in einem Interview mit der Titelheldin gut identifizieren: „Zora war stets optimistisch, trotz ihrer schwierigen Lebensumstände. Und sie war stark, weil sie lernte, stark sein zu müssen. Die rote Zora hatte das Führen im Blut.“ Die gefährlichen Szenen habe sie hingegen nur ungern gespielt, obwohl sie ebenso robust und sportlich war wie ihr Rollencharakter. In Jugoslawien habe man die Serie und auch das Buch kaum gekannt, so dass sie weder Vor- noch Nachteile durch ihre Rolle hatte. Mehrmals habe sie überlegt, das Buch auch als Unterrichtsstoff anzubieten, entschied sich aber dagegen. Hatte man bei den Dreharbeiten ihre blonden Haare färben müssen, so seien sie mit zunehmendem Alter immer mehr in Richtung rot gegangen. Für sie ein Beleg dafür, dass die Zora immer ein Teil von ihr gewesen ist.
In der deutschen Fassung der Serie wurde Lidija Kovačević von Inez Günther synchronisiert.

## Einzelbelege
1. ↑  Lidija Kovacevic – die rote Zora. In: NZZ Folio. Oktober 2006.
2. ↑  Inez Günther in der Deutschen Synchronkartei
3. ↑  Die Rote Zora und ihre Bande in der Deutschen Synchronkartei

| Personendaten    | Personendaten                                                                 |
| ---------------- | ----------------------------------------------------------------------------- |
| NAME             | Kovačević, Lidija                                                             |
| ALTERNATIVNAMEN  | Ručnov; Ручнов; Ковачевић, Лидија (serbokroatisch-kyrillisch); Rucnov, Lidija |
| KURZBESCHREIBUNG | jugoslawische Schauspielerin                                                  |
| GEBURTSDATUM     | 9. September 1963                                                             |
| GEBURTSORT       | Peć                                                                           |